# 信濃町
信濃町（しなのまち）は、長野県上水内郡の町。新潟県に接する。野尻湖や黒姫高原、小林一茶生誕地として知られる。

## 地理
森林セラピー基地に認定されている。
- 山：黒姫山、飯縄山、斑尾山
- 河川：鳥居川、関川
- 湖沼：野尻湖、針ノ木池、大久保池、大池、七ツ池、古池、種池
- 島：琵琶島（野尻湖）

### 隣接している自治体
- 長野県
  - 飯山市、長野市
  - 上水内郡飯綱町
- 新潟県
  - 妙高市

## 気候
気温が低く快適な夏という中央高地気候と、日照時間がやや短くなり降雪が多い冬という日本海側気候の特徴をあわせもつ地域であり、気温の年較差、日較差が大きいという大陸性気候の特徴も示す。ケッペンの気候区分では温暖湿潤気候（Cfa）に属するものの、後述の最寒月平均気温は亜寒帯湿潤気候（Dfa、Dfb）のそれに近いものである。
最寒月となる1月の平均気温は-2.9℃と低く、時に-15℃を下回る厳しい冷え込みが見られる。隣接する新潟県上越地方と同様日本有数の豪雪地帯であり、1月および2月の降雪量は200cmを超え、最深積雪が100cm以上を記録する年も多いことから豪雪地帯対策特別措置法における特別豪雪地帯に指定されている。いっぽう、夏は日中の最高気温が30℃を超える真夏日を観測することはあるものの、夜間は熱帯夜になることが非常に稀で、気温が低下するため、比較的過ごしやすいといえる。なお、過去に35℃を超える猛暑日になったことは一度もない。
| 信濃町（1991年 - 2020年）の気候 | 信濃町（1991年 - 2020年）の気候 | 信濃町（1991年 - 2020年）の気候 | 信濃町（1991年 - 2020年）の気候 | 信濃町（1991年 - 2020年）の気候 | 信濃町（1991年 - 2020年）の気候 | 信濃町（1991年 - 2020年）の気候 | 信濃町（1991年 - 2020年）の気候 | 信濃町（1991年 - 2020年）の気候 | 信濃町（1991年 - 2020年）の気候 | 信濃町（1991年 - 2020年）の気候 | 信濃町（1991年 - 2020年）の気候 | 信濃町（1991年 - 2020年）の気候 | 信濃町（1991年 - 2020年）の気候 |
| 月                              | 1月                             | 2月                             | 3月                             | 4月                             | 5月                             | 6月                             | 7月                             | 8月                             | 9月                             | 10月                            | 11月                            | 12月                            | 年                              |
| ------------------------------- | ------------------------------- | ------------------------------- | ------------------------------- | ------------------------------- | ------------------------------- | ------------------------------- | ------------------------------- | ------------------------------- | ------------------------------- | ------------------------------- | ------------------------------- | ------------------------------- | ------------------------------- |
| 最高気温記録 °C （°F）          | 13.1 (55.6)                     | 16.6 (61.9)                     | 21.1 (70)                       | 27.4 (81.3)                     | 31.5 (88.7)                     | 32.5 (90.5)                     | 33.4 (92.1)                     | 34.6 (94.3)                     | 33.0 (91.4)                     | 28.7 (83.7)                     | 22.5 (72.5)                     | 20.6 (69.1)                     | 34.6 (94.3)                     |
| 平均最高気温 °C （°F）          | 1.3 (34.3)                      | 2.1 (35.8)                      | 6.2 (43.2)                      | 13.6 (56.5)                     | 19.6 (67.3)                     | 22.5 (72.5)                     | 26.1 (79)                       | 27.5 (81.5)                     | 23.2 (73.8)                     | 17.1 (62.8)                     | 11.1 (52)                       | 4.6 (40.3)                      | 14.6 (58.3)                     |
| 日平均気温 °C （°F）            | −2.9 (26.8)                     | −2.5 (27.5)                     | 1.1 (34)                        | 7.5 (45.5)                      | 13.4 (56.1)                     | 17.3 (63.1)                     | 21.3 (70.3)                     | 22.3 (72.1)                     | 18.2 (64.8)                     | 11.9 (53.4)                     | 5.6 (42.1)                      | 0.0 (32)                        | 9.4 (48.9)                      |
| 平均最低気温 °C （°F）          | −7.7 (18.1)                     | −7.6 (18.3)                     | −3.9 (25)                       | 1.8 (35.2)                      | 7.8 (46)                        | 13.2 (55.8)                     | 17.8 (64)                       | 18.6 (65.5)                     | 14.2 (57.6)                     | 7.3 (45.1)                      | 0.8 (33.4)                      | −4.3 (24.3)                     | 4.8 (40.6)                      |
| 最低気温記録 °C （°F）          | −18.7 (−1.7)                    | −18.2 (−0.8)                    | −16.2 (2.8)                     | −11.8 (10.8)                    | −2.1 (28.2)                     | 3.1 (37.6)                      | 9.2 (48.6)                      | 10.0 (50)                       | 2.0 (35.6)                      | −3.3 (26.1)                     | −11.3 (11.7)                    | −17.6 (0.3)                     | −18.7 (−1.7)                    |
| 降水量 mm （inch）              | 109.1 (4.295)                   | 87.8 (3.457)                    | 90.1 (3.547)                    | 67.1 (2.642)                    | 78.4 (3.087)                    | 118.3 (4.657)                   | 177.9 (7.004)                   | 128.1 (5.043)                   | 135.6 (5.339)                   | 111.5 (4.39)                    | 72.6 (2.858)                    | 98.7 (3.886)                    | 1,275.1 (50.201)                |
| 降雪量 cm （inch）              | 241 (94.9)                      | 189 (74.4)                      | 123 (48.4)                      | 12 (4.7)                        | 0 (0)                           | 0 (0)                           | 0 (0)                           | 0 (0)                           | 0 (0)                           | 0 (0)                           | 12 (4.7)                        | 149 (58.7)                      | 726 (285.8)                     |
| 平均月間日照時間                | 69.7                            | 89.8                            | 128.1                           | 174.3                           | 190.5                           | 139.9                           | 133.7                           | 172.4                           | 123.4                           | 123.8                           | 110.0                           | 87.9                            | 1,543.5                         |
| 出典：気象庁                    |                                 |                                 |                                 |                                 |                                 |                                 |                                 |                                 |                                 |                                 |                                 |                                 |                                 |

## 歴史
1953年（昭和28年）から町村合併促進法に基づき柏原村、富士里村、信濃尻村、古間村の四村で合併協議を開始し、1955年（昭和30年）7月にまず柏原村と富士里村が合併して信濃村となった。その後、1956年（昭和31年）9月に信濃尻村、古間村、信濃村が合併して信濃町となった。

### 年表
- 1956年（昭和31年）9月30日 - 信濃村・古間村・信濃尻村が合併して発足。

### 町名の由来
町名は旧国名（信濃国）に由来するもの。以下に『信濃町誌』の記述を引用する。

## 人口
| |                                        |  |
| 信濃町と全国の年齢別人口分布（2005年） | 信濃町の年齢・男女別人口分布（2005年） |  |
| ■紫色 ― 信濃町 ■緑色 ― 日本全国 | ■青色 ― 男性 ■赤色 ― 女性              |  |
| 信濃町（に相当する地域）の人口の推移 \| 1970年（昭和45年） \| 12,301人 \| \| \| 1975年（昭和50年） \| 12,045人 \| \| \| 1980年（昭和55年） \| 11,857人 \| \| \| 1985年（昭和60年） \| 11,909人 \| \| \| 1990年（平成2年） \| 11,552人 \| \| \| 1995年（平成7年） \| 11,355人 \| \| \| 2000年（平成12年） \| 10,391人 \| \| \| 2005年（平成17年） \| 9,927人 \| \| \| 2010年（平成22年） \| 9,238人 \| \| \| 2015年（平成27年） \| 8,469人 \| \| \| 2020年（令和2年） \| 7,739人 \| \| |                                        |  |
| 総務省統計局 国勢調査より |                                        |  |
| 1970年（昭和45年） | 12,301人                               |  |
| 1975年（昭和50年） | 12,045人                               |  |
| 1980年（昭和55年） | 11,857人                               |  |
| 1985年（昭和60年） | 11,909人                               |  |
| 1990年（平成2年） | 11,552人                               |  |
| 1995年（平成7年） | 11,355人                               |  |
| 2000年（平成12年） | 10,391人                               |  |
| 2005年（平成17年） | 9,927人                                |  |
| 2010年（平成22年） | 9,238人                                |  |
| 2015年（平成27年） | 8,469人                                |  |
| 2020年（令和2年） | 7,739人                                |  |

## 行政
- 町長：鈴木文雄（2022年11月就任、1期目）

### 歴代町長
- 初代 - 松木重一郎（1956年10月 - 1970年11月 4期）
- 2代 - 小林一雄（1970年11月 - 1986年11月 4期）
- 3代 - 竹内秋男（1986年11月 - 1990年11月 1期）
- 4代 - 大草忠和（1990年11月 - 2002年11月 3期）
- 5代 - 服部洋（2002年11月 - 2006年11月 1期）
- 6代 - 松木重博（2006年11月 - 2014年11月 2期）
- 7代 - 横川正知（2014年11月 - 2022年11月 2期）
- 8代 - 鈴木文雄（2022年11月 - 現職）

### 町議会
- 議員定数：12人（任期：2021年3月31日まで）[4]
- 議長：森山 木の実（もりやま このみ）[5]
- 2013年1月から「通年議会」を採用している[6]。

## 経済

### 特産品
- 鎌（信州鎌）
- 凍り蕎麦
- ルバーブ
- 甘茶
- とうもろこし
- 米（コシヒカリ）
- 松尾　日本酒（地酒）

### 電力
- 本町を担当する中部電力パワーグリッド（送配電）の営業所は、長野営業所である[7]。

## 姉妹都市・提携都市
- 千葉県流山市
  - 1997年（平成9年）5月17日 姉妹都市提携
- 石川県能登町
  - 2020年（令和2年）8月7日　姉妹都市提携

## 教育
2012年 小学校と中学校が統合し小中一貫教育を導入。
- 信濃町立信濃小中学校

## 交通
鉄道は、しなの鉄道北しなの線が町内を通過しており、黒姫駅、古間駅が設置されている。また道路は上信越自動車道が通過し、信濃町インターチェンジが設置され、国道18号（バイパス）と接続している。

### 鉄道

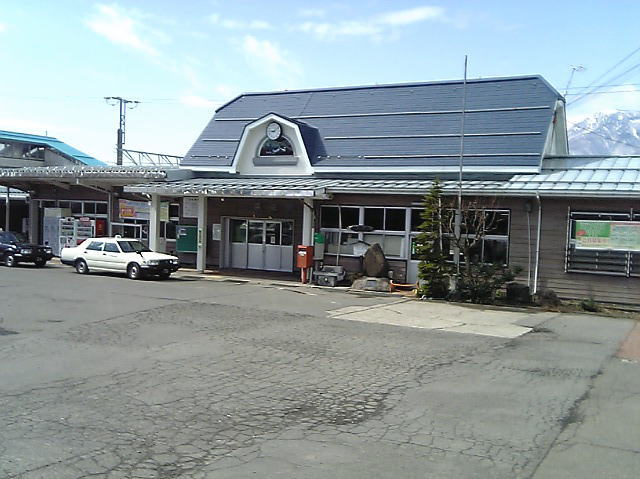
黒姫駅

- しなの鉄道北しなの線
  - 黒姫駅、古間駅

### バス
- 長電バス
- アルピコ交通（通称・川中島バス）
- 信濃町新交通バス

### 道路
- 高速道路
  - 上信越自動車道
    - 信濃町IC、黒姫野尻湖PA、柏原BS
- 一般国道

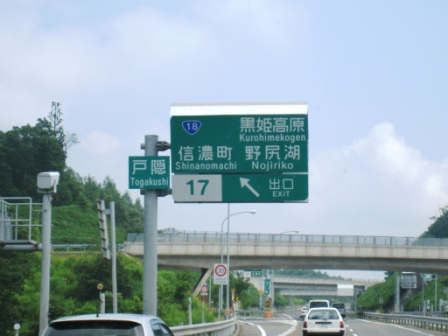
信濃町インターチェンジ

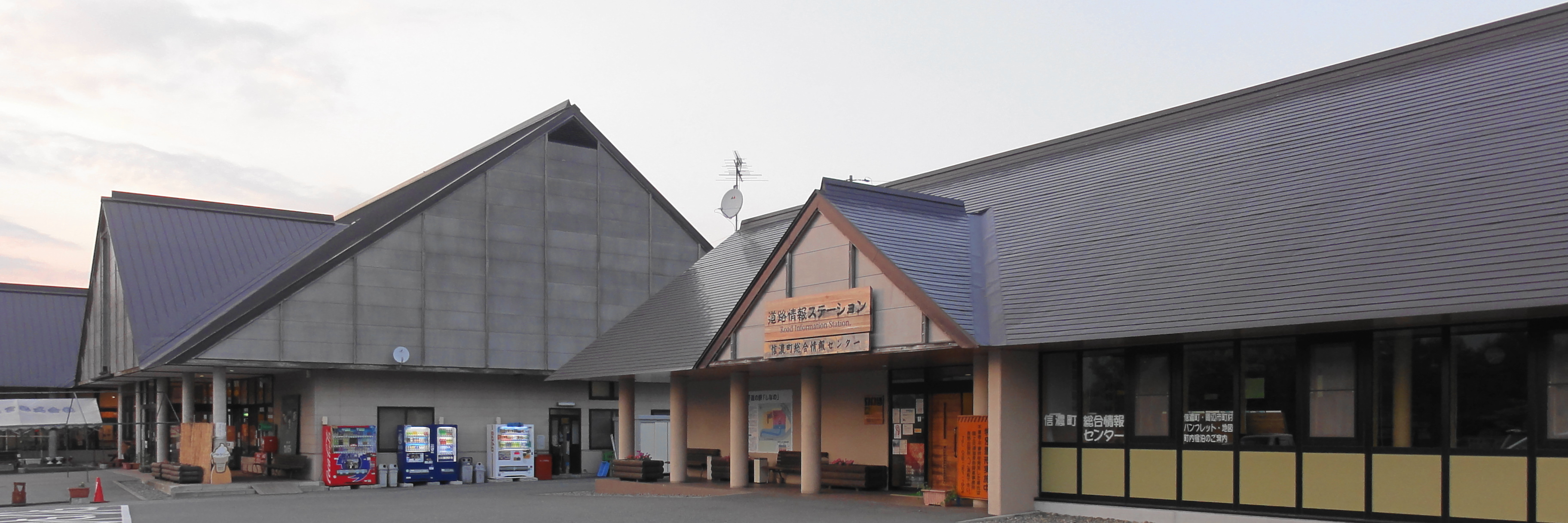
道の駅しなの

  - 国道18号（野尻バイパス、妙高野尻バイパス）
- 都道府県道
  - 長野県道36号信濃信州新線
  - 長野県道37号長野信濃線
  - 長野県道60号長野荒瀬原線
  - 長野県道96号飯山妙高高原線
- 道の駅
  - しなの

## 通信
- 市外局番は、町内全域で026（長野MA）が使用される。
  - 市内局番は、主に250番台を使用する。

## 名所・旧跡・観光スポット・祭事・催事
- 野尻湖
  - 野尻湖遺跡群

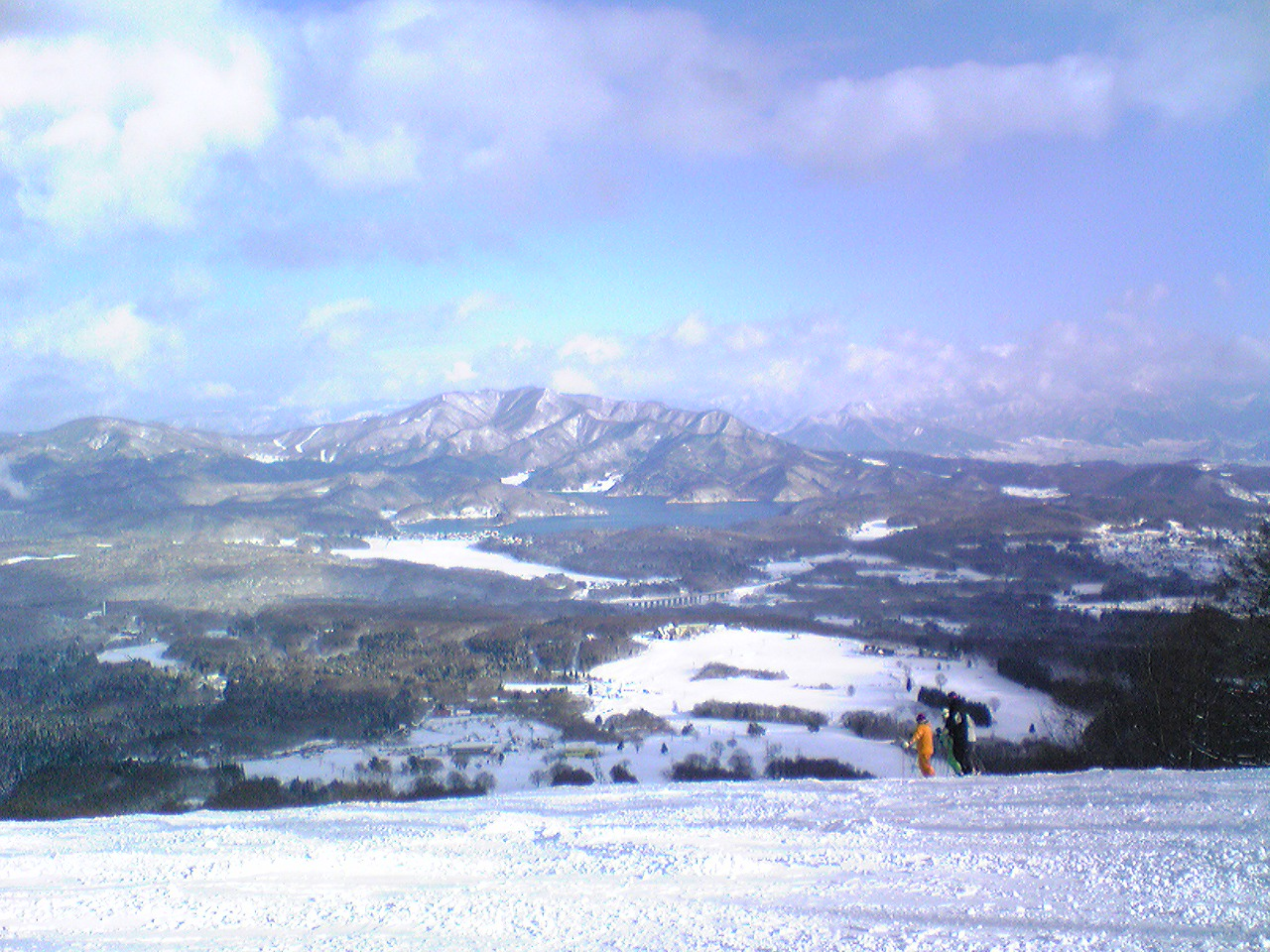
黒姫高原スノーパーク

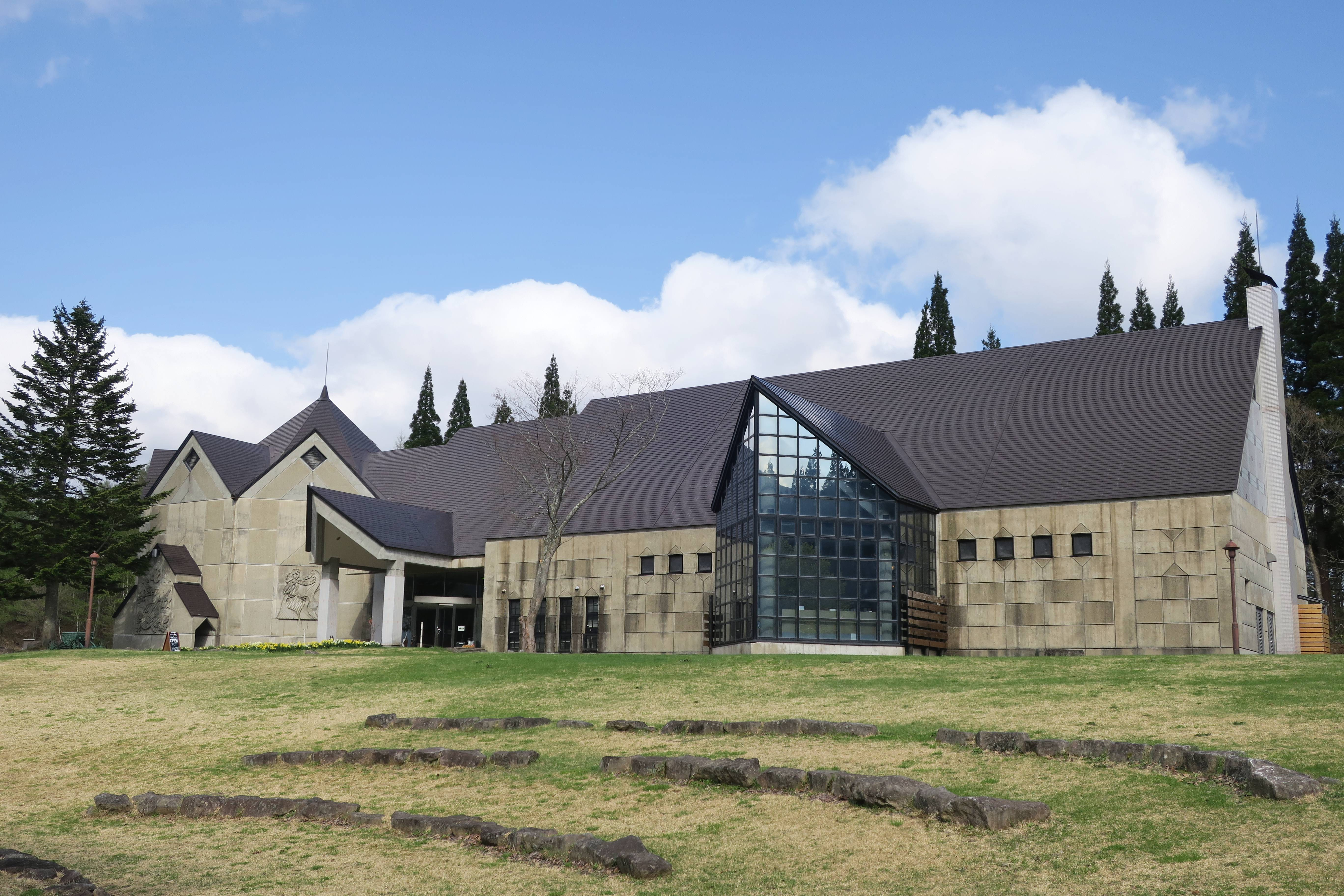
黒姫童話館

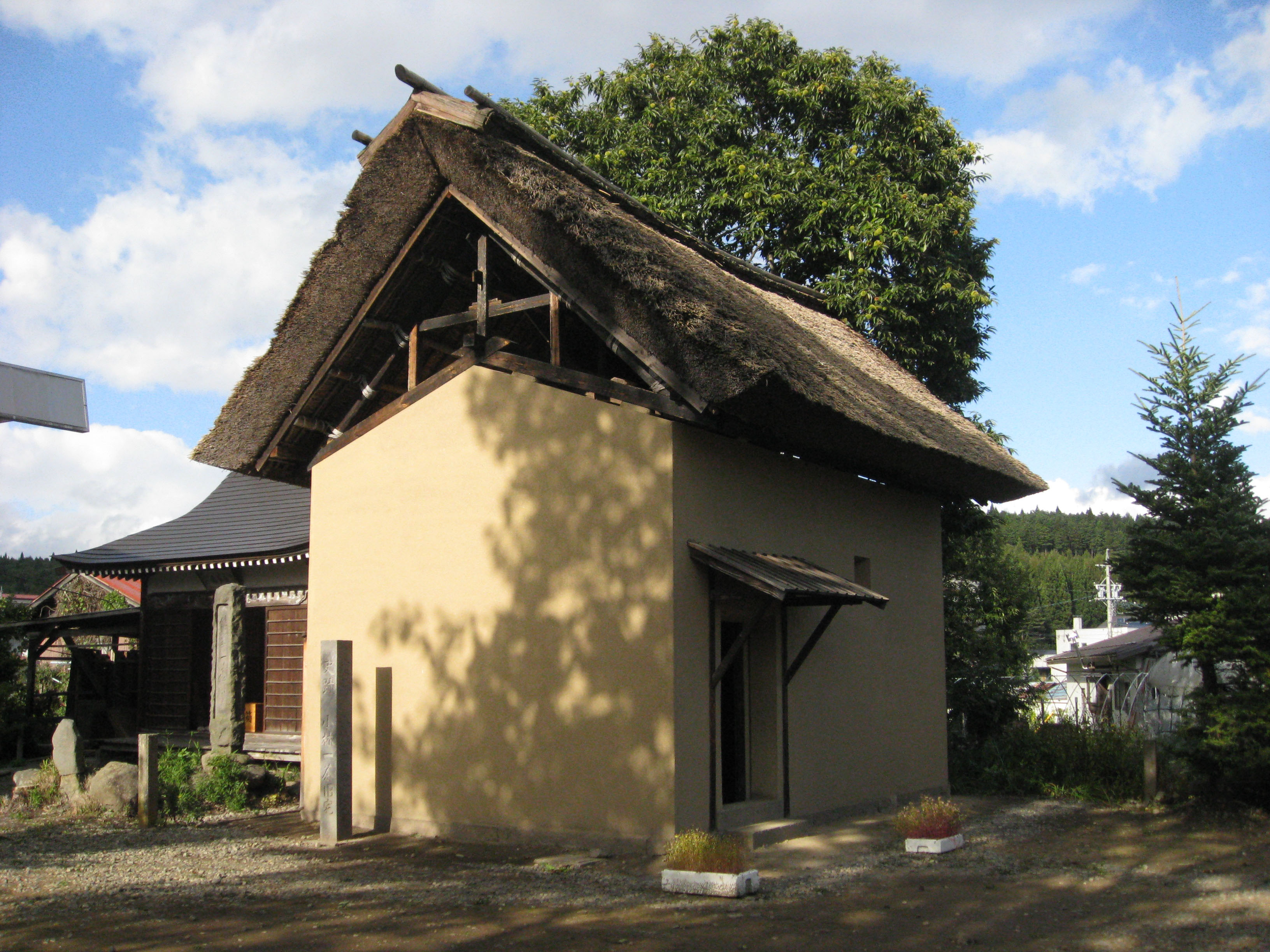
小林一茶旧宅

  - 杉久保遺跡 - 野尻湖遺跡群の1つ。ナイフ形石器の分類のひとつ「杉久保型」の由来。
- 黒姫高原
- 苗名滝
- 斑尾高原
- 野尻湖
- タングラムスキーサーカス
- 黒姫高原スノーパーク
- 黒姫童話館
  - いわさきちひろ黒姫山荘
  - 古本市
  - クラフト祭り
- 野尻湖ナウマンゾウ博物館
- 一茶記念館
  - 一茶まつり
- 明専寺
  - 一茶忌
- 小林一茶旧宅 - 国の史跡
- 道の駅しなの　ふるさと天望館

## 出身有名人
- 今井博幸 - スキー選手
- レンティング陽 - スキー選手
- 関塚真美 - スキー選手
- 風間優華 - サッカー選手
- 小林一茶 - 俳人
- 中村佐一 - 経済学者
- 中山孝雄 - 長野地方裁判所長
- 古今亭菊春 - 落語家

## 信濃町を舞台とした作品

### ドラマ
- サ道 2023SP～一緒に旅に出て、ととのう～（2023年12月24日 テレビ東京）